# BelAZ-7421
| BelAZ-7421                                          | BelAZ-7421                                          |
| Ein BelAZ-74212 während einer Parade in Minsk, 2005 | Ein BelAZ-74212 während einer Parade in Minsk, 2005 |
| --------------------------------------------------- | --------------------------------------------------- |
| Hersteller:                                         | BelAZ                                               |
| Gesamtmasse:                                        | 45.000 kg                                           |
| Länge / Breite / Höhe:                              | 8410 mm / 3300 mm / 1850 mm bis 2300                |
| Installierte Leistung:                              | 312,5 kW                                            |
| Motorbezeichnung:                                   | TMZ 8424.10-04                                      |
| Hubraum:                                            | 17,24 l                                             |
| Bauart:                                             | V8-Motor                                            |
| Tankinhalt:                                         | 400 l (Dieselkraftstoff)                            |
| Motorenhersteller:                                  | Tutaewski Motorny Sawod (Tutajewer Motorenwerk TMZ) |
| Fahrgeschwindigkeit:                                | max. 27 km/h (vorwärts, ohne Flugzeug)              |

Der BelAZ-7421 (russisch БелАЗ-7421) ist ein schwerer Flugzeugschlepper des belarussischen Maschinenbauers BelAZ. Er wird im Hauptwerk in Schodsina bei Minsk hergestellt.

## Entwicklungsgeschichte
Der Flugzeugschlepper BelAZ-7421 wurde in den 1970er-Jahren von BelAZ entworfen und befindet sich seit dem Jahr 1978 in Serienproduktion. Hauptsächlich wurde das Fahrzeug in die Sowjetunion und in die osteuropäischen Satellitenstaaten geliefert. Einige Exemplare wurden von der ostdeutschen Fluggesellschaft Interflug in den 1980er-Jahren betrieben.
Auf der 7th National Aviation Infrastructure Forum & Show 2020 in Moskau wurde das neueste Flugzeugschlepper-Modell BelAZ-64020 aus dem Hause BelAZ vorgestellt, das den BelAZ-7421 in der Produktpalette ersetzen wird.
Der BelAZ-7421 ist für das Schleppen von zivilen Strahlflugzeugen auf den asphaltierten Oberflächen von Verkehrsflugplätzen vorgesehen. Jahresschwankungsbedingte Lufttemperaturwerte von −40 bis +40 °C bei relativen Luftfeuchtigkeiten von bis zu 80 % bei 20 °C stellen für das Fahrzeug keine Herausforderung dar.

## Technik
Typischerweise sind Flugzeugschlepper stark motorisiert, um die großen Lasten (Flugzeug und das Fahrzeug selbst) zu bewegen. Die erste Version, der BelAZ-7421, wurde von einem 12-Zylinder-V-Viertakt-Dieselmotor des Typs D-12A-525A angetrieben, der eine Variante des T-34-Panzeraggregats W-2 ist. Der Motor wird durch einen elektrischen Anlasser gestartet, es gibt zusätzlich ein Reservestartersystem mit Druckluft. Im Jahr 1988 erfolgte eine grundlegende Modernisierung. Das Ergebnis war die Version BelAZ-74211, welche von einem wirtschaftlicheren Motor des Typs ТМZ-8424.10-04 mit 312,5 kW/425 PS angetrieben wurde. Dabei handelt es sich um einen V8 mit Turboaufladung und Ladeluftkühlung und einem Hubraum von 17,24 Litern.
Beim BelAZ-7421 wird das Motordrehmoment über einen hydrodynamischen Drehmomentwandler auf ein mechanisches Getriebe mit drei Fahrstufen übertragen. Aufgrund der kompakten Bauweise und der Masse von bis zu 45 Tonnen schiebt und zieht dieser Schleppertyp nahezu das Fünffache seines Gewichts. Die notwendige Traktion erzeugt er durch sein Eigengewicht, den Allradantrieb (4×4) sowie durch den hydrodynamischen Drehmomentwandler, der prinzipbedingt eine gewisse Drehmomentüberhöhung ermöglicht. Für den Schleppvorgang wird die Zugkraft des Fahrzeuges durch eine mit einem Scherbolzen am Fahrwerk befestigte Schleppstange übertragen und so das Flugzeug vorwärts, rückwärts oder auch seitwärts bewegt.

## Versionen
- BelAZ-7421: Basisvariante aus dem Jahr 1978 für Flugzeuge bis zu einer Gesamtmasse von 200 Tonnen.
- BelAZ-74211: Modernisierte Version aus dem Jahr 1988[5] für Flugzeuge bis maximal 210 Tonnen. Das Fahrzeug erhielt einen moderneren Dieselmotor.
- BelAZ-74212: Aktuelle Version, konzipiert für Flugzeuge bis maximal 260 Tonnen.[2]